# Saint-Dizier-Leyrenne
Saint-Dizier-Leyrenne era una comuna francesa que estaba situada en el departamento de Creuse, de la región de Nueva Aquitania que el 1 de enero de 2019 pasó a formar parte de la comuna nueva de Saint-Dizier-Masbaraud como comuna delegada.

## Historia
- Entre 1790 y 1794 absorbe las comunas de La Brugère, Murat-en-Dognon y Pommier.[4][5][6]
- En 1837 absorbe, con Châtelus-le-Marcheix, la comuna de Champroy.[7]

## Demografía
| Gráfica de evolución demográfica de Saint-Dizier-Leyrenne entre 1800 y 2016 |
|                                                                             |

Los datos demográficos contemplados en este gráfico de la comuna de Saint-Dizier-Leyrenne se han cogido de 1800 a 1999 de la página francesa EHESS/Cassini, y los demás datos de la página del INSEE.